# Профильная школа
Профильная школа (специализированная школа или школа с углубленным изучением определенной предметной области)  —это образовательное учреждение, в котором основное внимание уделяется изучению определенной предметной области.

## Цель профильной школы
Основной целью профильной школы является предоставление студентам возможности глубокого и более фокусированного изучения определенной академической области или набора предметов. Такие школы могут предлагать разнообразные программы и курсы, специализированные классы, преподавателей с экспертными знаниями в соответствующей предметной области и возможности для практического применения полученных знаний.

## Типы профильных школ
- Художественные школы: они сосредоточены на развитии творческого потенциала учащихся в области изобразительного искусства, музыки, танца и драматического искусства.
- Спортивные школы: эти школы разрабатывают спортивные программы, чтобы подготовить студентов к участию в спортивных мероприятиях как в рамках школы, так и на национальном и международном уровне.
- Технические школы: такие школы помогают студентам развивать практические навыки в области технологии, инженерии, информационных технологий и других технических профессий.
- Гуманитарные школы: они уделяют особое внимание развитию языковых навыков, литературы, истории, обществознанию и другим гуманитарным предметам.
- Языковые школы: такие школы специализируются на обучении иностранных языков, предлагая углубленное изучение языка и культуры страны, чей язык изучается.